# Ross Powers
Ross Powers (n. 10 februarie 1979, Bennington⁠(d), Vermont, SUA) este un sportiv ce a reprezentat Statele Unite ale Americii, medaliat olimpic. A participat la 2 ediții ale Jocurilor Olimpice (1998, 2002) în care a câștigat o medalie de aur și o medalie de bronz.